# Hörbach (Görtschitz)

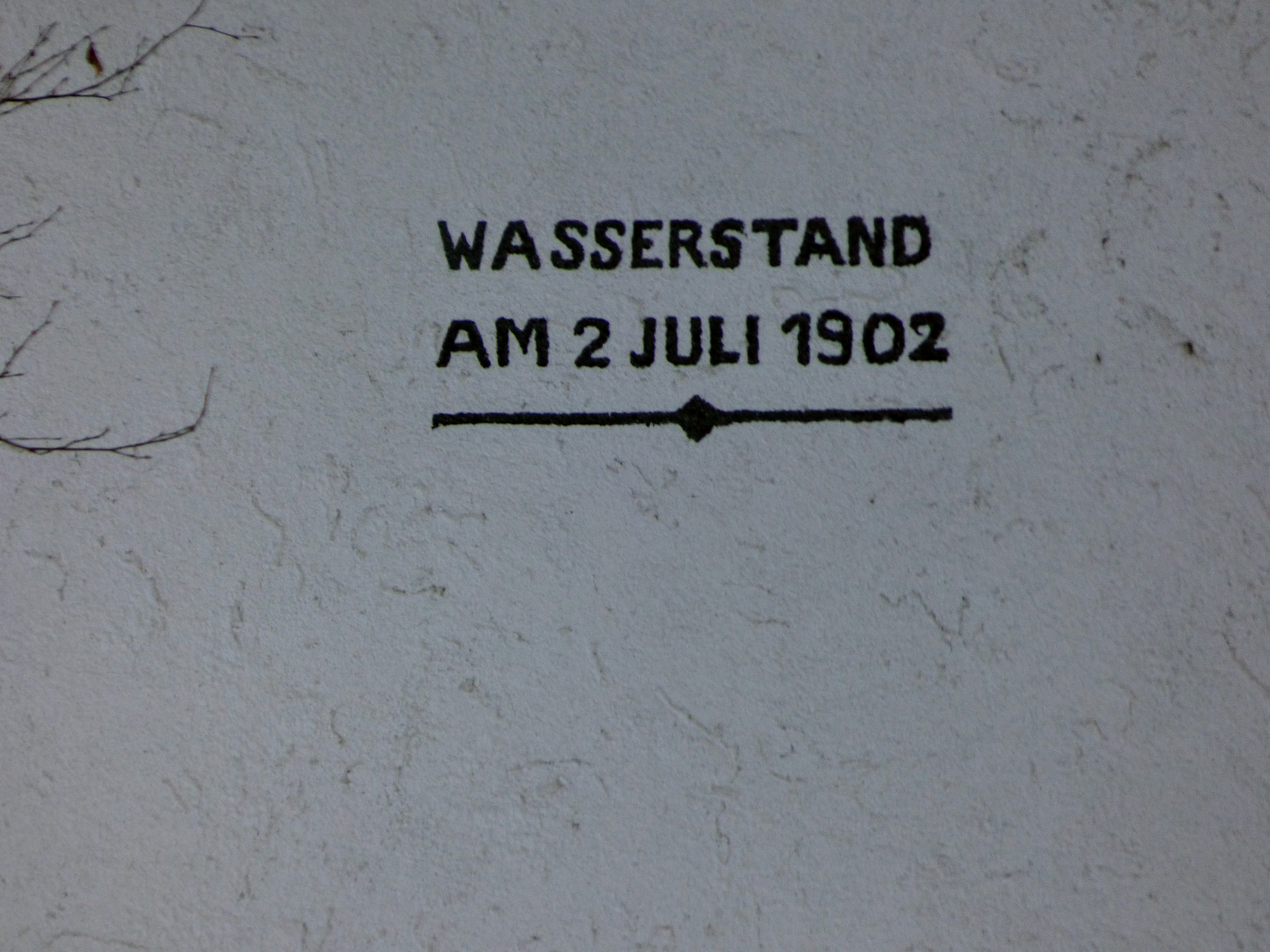
Hochwassermarkierung von 1902 an Schloss Hörbach

Der Hörbach ist ein linker Seitenbach der Görtschitz im steirisch-kärntnerischen Grenzgebiet. Er entspringt in den Seetaler Alpen nordwestlich unterhalb der Zanitzenhöhe in der Gemeinde Mühlen in der Steiermark auf einer Höhe von knapp über 1700 m. Wenige hundert Meter nach seinem Ursprung wird der Bach zum Grenzbach zwischen der Steiermark und Kärnten. In seinem Unterlauf, wo der Bach ins Hörfeld austritt, liegt links des Baches das Schloss Hörbach. Nachdem der Hörbach die Görtschitztal Straße B92 unterquert, verläuft er das verbleibende kurze Stück bis zur Mündung in die Görtschitz auf Kärntner Gebiet.
Im Juli 1902 füllte der nach einem Gewitter über die Ufer getretene Hörbach  das Innere des Schlosses Hörbach 80 cm hoch mit Geröll und brachte dessen Nebengebäude zum Einsturz. Eine Frau ertrank in den Fluten.